# Alexandra Ocles
María Alexandra Ocles Padilla (née à Quito, le 22 janvier 1979) est une femme politique et éducatrice équatorienne. Elle est ministre de la Gestion des risques de 2017 à 2020.

## Biographie

### Formation
Elle est née le 22 janvier 1979 dans la ville de Quito. Entre 1986 et 1990, elle a suivi ses études secondaires dans le collège Manuela Cañizares. Elle a ensuite obtenu son baccalauréat en Sciences humaines, Chimie et Biologie. Alexandra Ocles a étudié en licence des Sciences de l'éducation dans l'université Politécnica Salesiana avec une spécialisation en psychopédagogie. Elle a ensuite obtenu un master en Sciences sociales de la faculté latino-américaine avec comme option sciences politiques FLACSO.

### Engagement
En 2006, elle élabore un séminaire politique national pour les personnes descendantes d'Afrique. De 2005 à 2007, elle coordinatrice du Programme d'éducation pour la promotion d'un développement humain équitable, PROREDES. Elle est l'autrice de plusieurs articles pour le bulletin d'information afro-américain "Palenque" sur la « négritude », les femmes noires, l'identité et le genre, le mouvement noir et l'ethno-éducation. Elle a aussi été la coordinatrice du mouvement des femmes noires de Quito - MOMUNE - YEMANYA.

### Vie politique
Elle a été députée remplaçante pour le Parti Socialiste-Front Ample durant la période 2003 à 2007. En décembre 2007, elle a obtenu un siège à l'Assemblée constituante de l'Équateur de 2007 comme membre du mouvement Rupture des 25 (faisant alors partie de l'accord PAIS).
Dans la période suivante, elle a été nommée responsable du Secrétariat des Villages par le Président Rafael Correa, charge qui l'a occupé jusqu'en janvier 2011. À cette date, le mouvement Rupture des 25 a annoncé sa sortie du Gouvernement en affirmant que le gouvernement avait été au-delà de ses pouvoirs. Ainsi les membres de ce mouvement se sont opposés au Référendum constitutionnel et consultation populaire de l'Équateur de 2011 demandé par le Gouvernement. Alexandra Ocles, rejointe par les autres membres de Rupture des 25, a renoncé à ses charges peu après avoir officialisé cette information,.
En juin 2012, Alexandra Ocles a annoncé sa sortie de Rupture des 25 (où elle avait milité pendant 12 ans) pour retourner dans le Gouvernement, assurant que bien qu'elle eût des divergences avec le projet politique d'Alliance PAIS, elle "croit" dans le projet. L'annonce a été effectuée après que le Président Correa la nommât déléguée dans le Directoire de la Commission de Transition pour la Définition de l'Institution Publique. À l'égard de sa sortie, la direction de Rupture 25 a affirmé qu'ils lui souhaitaient bonne chance et que sa sortie était une décision personnelle. César Rodríguez, membre de l'assemblée, qui à cette époque, avait quitté l'Alliance PAIS, a ajouté que la stratégie du Gouvernement était de "briser" les petits groupes petits avant qu'arrivent les élections générales de 2013.
Pour les élections législatives de 2013, il a postulé comme suppléante du député et ex-Président de l'Assemblée, Fernando Cordero Cueva, lequel a été réélu,.
En avril 2013, Fernando Cordero Cueva a annoncé qu'il renonçait à son siège à l'assemblée. Dès lors, Alexandra Ocles lui succède. À l'Assemblée, elle a occupé le posts de présidente de l'Organisme Parlementaire sur les Droits des Villages et Nationalités.
En mai 2017, elle a été nommée Secrétaire Nationale de la Gestion de Risques par le président Lenín Moreno. Après avoir obtenu la confiance du président au début de la pandémie COVID-19, elle présente sa démission en mai 2020 à la suite d'une mise en cause pour une affaire de kits alimentaires payés 150 dollars US alors qu'ils n'en valent que 85 sur le marché. Début juillet 2021, avec 4 autres personnes, elle est convoquée devant la justice pour être entendu dans le cadre du présumé trafic d'intérêt dans l'affaire des Kits alimentaires.